# Landeskulturverband Schleswig-Holstein
Der Landeskulturverband Schleswig-Holstein e.V. (LKV) wurde im Jahre 1948 als gemeinnütziger Verein gegründet.
Er ging aus dem Kieler Kulturring hervor. Seine Aufgabe war, die Kräfte des Kultur- und Geisteslebens im Lande Schleswig-Holstein in demokratischem und friedlichem Geiste zur Erziehungs- und Bildungsarbeit zusammenzufassen, gemeinsame Richtlinien zu erarbeiten und in der Öffentlichkeit zu vertreten. Dieses Grundsatzprogramm entstand in einer Zeit der Not und der Ungewissheit.
Nach 12 Jahren kultureller Gleichschaltung unter den Nationalsozialisten und dem Exodus unzähliger Künstler und Wissenschaftler bemühte sich der Landeskulturverband um die Wiederaufnahme künstlerischer Aktivitäten in Schleswig-Holstein und um neue internationale Kontakte.
1949 wurde die erste deutsche Kunstausstellung nach dem Krieg in England gezeigt. 1950 bis 1952 konnten Deutsch-Skandinavische Tage, die Unescoausstellung Internationale Kunst, die Norddeutschen Festspiele und schließlich die erste Landeskulturwoche durchgeführt werden. 1958 folgten Kulturbegegnungen mit der damaligen DDR, 1963 mit Schweden, 1965 mit Polen, 1966 mit der damaligen Tschechoslowakei und 1967 mit Ungarn.
Heute ist der Landeskulturverband Schleswig-Holstein e.V. der Dachverbund der Kultur in Schleswig-Holstein. Er ist die Stimme der Kultur in Schleswig-Holstein und vertritt die Belange der Kulturinstitutionen gegenüber Politik und Verwaltung des Landes und der Kommunen. Der LKV organisiert den KulturSommer mit dem jeweiligen Länderschwerpunktthema des Schleswig-Holstein Musik Festivals und führt Kulturkongresse durch. Darüber hinaus vergibt er biennal den Norddeutschen Kulturpreis (früher Preis KulturAktuell), zuletzt im Jahre 2005 an Armin Mueller-Stahl, 2007 an Pierre Schumann und 2009 an Günter Kunert. In den Jahren 2006 und 2007 wurde zusammen mit dem Nordfriesischen Institut und der Aabenraa Bibliotek das Dänisch-Deutsche Gemeinschaftsprojekt Grenzlandportal, dän. Grænselandsportal, aufgebaut.